# Cayara (distrito)
Cayara é um distrito do Peru, departamento de Ayacucho, localizada na província de Victor Fajardo.

## Transporte
O distrito de Cayara é servido pela seguinte rodovia:
- PE-32A, que liga o distrito de Chiara à cidade de Puquio [1][2][3]